# Funchal

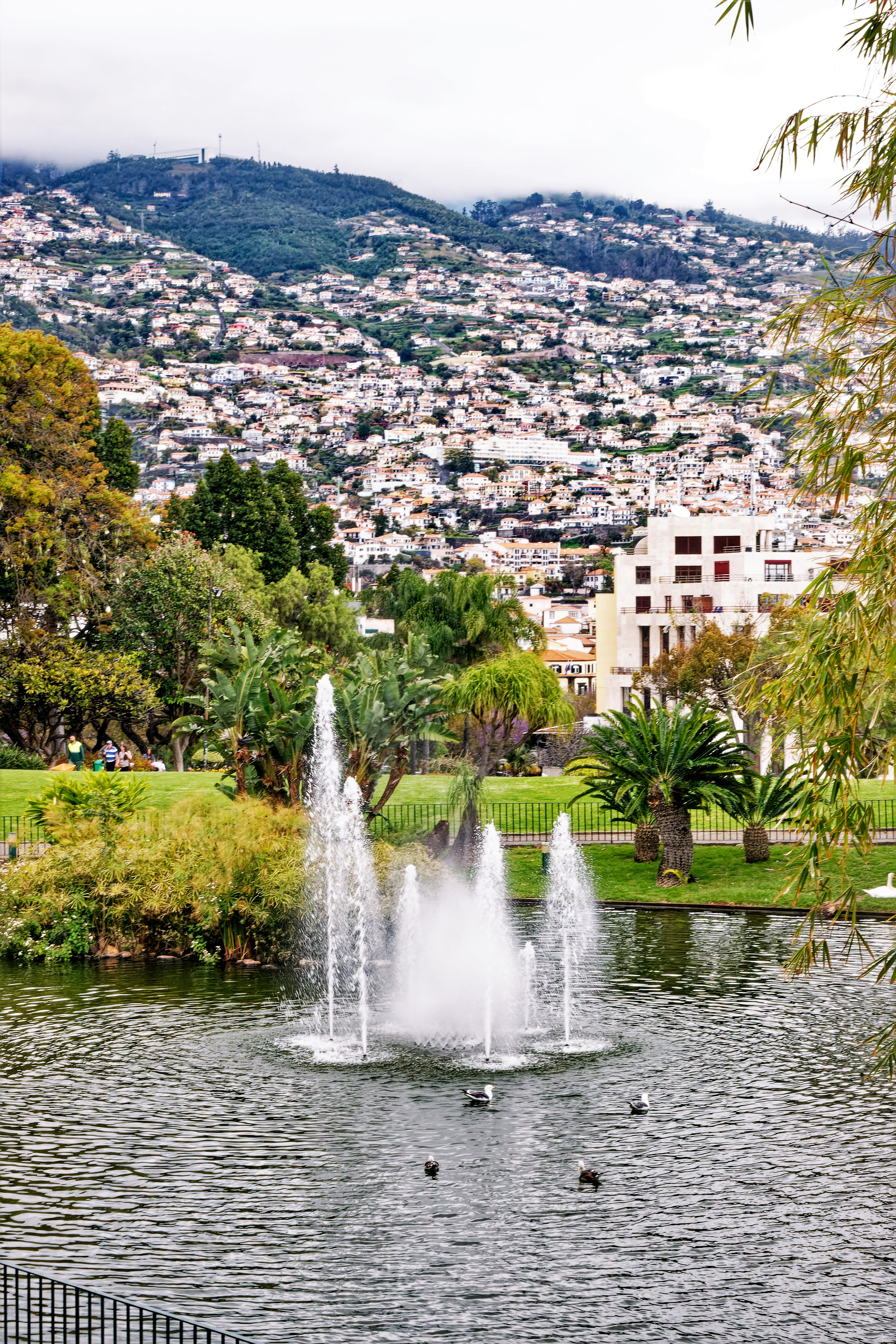
Funchal, vom Park Santa Catarina gesehen

Funchal [fũˈʃaɫ] ist die bei weitem größte Stadt auf der portugiesischen Insel Madeira. Sie ist Hauptstadt der Autonomen Region Madeira und hatte im Jahr 2021 nach dem seinerzeitigen Zensus 105.782 Einwohner.

## Name
Funchal (von portugiesisch funcho ‚Fenchel‘) bedeutet „Ort, an dem Fenchel wächst“. Die Stadt erhielt ihren Namen, weil die Portugiesen bei der Entdeckung der Insel dort außerordentlich viel Fenchel vorfanden.

## Geschichte

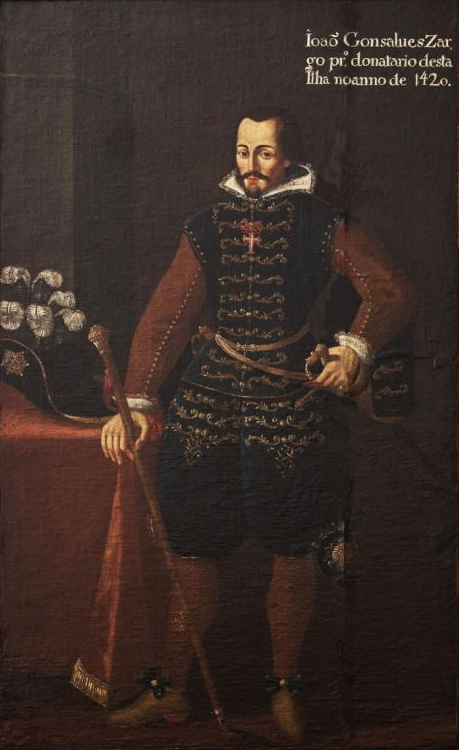
Kopie des späten 18. Jahrhunderts eines idealisierenden Porträts des Stadtgründers, das wiederum zwischen 1580 und 1620 entstanden war; Palácio de São Lourenço, Funchal

João Gonçalves Zarco und seine Männer ließen sich im Jahr 1419 im benachbarten Câmara de Lobos nieder, da diese das Gebiet um Funchal mit der günstigen Bucht zunächst roden sollten. Damit sollte Land für den Weizenanbau und die Viehhaltung gewonnen werden. 1421 wurde die Stadt durch Zarco gegründet. Bald spielte neben der Weizenausfuhr auch der Export von Holz, etwa von Eiben und Zedern, eine erhebliche Rolle. 1450 wurde Zarco zum Legatskapitän der westlichen Inselhälfte bestimmt, während der Osten mit dem Hauptort Machico an seinen Gefährten Tristão Vaz Teixeira fiel. Seit dem 16. Jahrhundert ist Funchal Bischofssitz. 1508 erhielt die Ansiedlung die Stadtrechte durch König Manuel I. Genuesisches Kapital finanzierte bald den Zuckeranbau, bald konnten vom neu gebauten Hafen bis zu 70 Handelsschiffe Antwerpen ansteuern.
Bis 1450 wurden aus Marokko Berber als Arbeiter nach Madeira gebracht, die die Bäume fällten und das Holz zu den Sägewerken transportierten. Doch die rasche Expansion des Zuckeranbaus machte die Einfuhr von Sklaven aus Westafrika zu einem zentralen Wirtschaftsfaktor. 1485 wurde ihre Zahl auf etwa 2.500 geschätzt. Um 1500 arbeiteten auf der Insel etwa 150 Zuckerfabriken, die für je ein Kilogramm Zucker etwa 50 Kilogramm Holz verbrannten. Die ökologischen Auswirkungen zeigten sich bald: 1505 führten Raupen, eine starke Vermehrung von Ratten und die Verkrautung in den Plantagen zu einer weiteren Einfuhr von arbeitsfähigen Sklaven. Deren jährliche Einfuhr wurde auf 500 gesteigert. Das Gleichgewicht der Hydroökologie war jedoch gestört und die Frischwasserzufuhr versiegte. Da 1520 bereits drei Viertel der Waldbestände abgeholzt waren, brach die Zuckerproduktion von 1073 t (0,3 t pro Sklave) bis 1530 auf 550 t und nur noch die halbe Menge pro Sklave ein. Obwohl nun São Tomé von jüdischen und Genueser Investoren in das portugiesische Handelsmonopol mit dem begehrten Süßstoff einbezogen wurden, brach der Preis angesichts der brasilianischen und mittelamerikanischen Konkurrenz so sehr ein, dass damit die Zuckerproduktion und der Export über Funchal endeten. Nur noch im Norden der Insel haben sich wenige Gebiete mit dichtem Wald erhalten.
Im Jahr 1566 wurde die noch immer reiche Insel als Reaktion auf die Aktionen von Pedro Menéndez de Avilés in Florida von dem Freibeuter Peyrot de Monluc, dem zweiten Sohn von Blaise de Monluc, Marschall von Frankreich, der mit einer Flotte von Bordeaux herbeisegelte, überfallen. Funchal wurde geplündert, seine Einwohner ermordet, Kirchen geplündert und Nonnen vergewaltigt, während Peyrot de Monluc bei der Einnahme der Stadt getötet wurde. Ziel war es ausdrücklich, den katholischen Mächten Spanien und Portugal die Seeherrschaft streitig zu machen.
Im 16. Jahrhundert war Funchal dennoch weiterhin ein wichtiger Hafen für die Schiffe, die von Portugal und Europa in Richtung der Kolonien in Afrika und Südamerika aufbrachen. Die Stadt versorgte die Schiffe mit Lebensmitteln und Handelswaren. Nun diente der Hafen zusätzlich als Umschlagplatz für Wein, mit dem die Höfe Europas beliefert wurden.
1569 erhielten Jesuiten den Auftrag, eine Schule zu gründen; sie kamen im März des folgenden Jahres auf die Insel. Ihre Schule entstand in den Straßen Queimada de Cima und Queimada de Baixo. 1642 zogen sie in den Gebäudekomplex São João Evangelista, der heute zur Universität gehört.
Als der Zuckerhandel aufgrund der Konkurrenz aus den Kolonien in der Karibik und in Brasilien und wegen der zunehmend ausgelaugten Böden nicht mehr rentabel war, konzentrierte sich Funchals Wirtschaft auf den Madeirawein, der wegen seiner Haltbarkeit für die Fernhandelsrouten geeignet war.
1803 wurde Funchal durch eine Überschwemmung – Ursache waren die besagten Eingriffe – fast vollständig ausgelöscht. 600 Menschen fanden dabei den Tod. Daraufhin wurden die drei Flüsse in Kanälen befestigt und begradigt, ein System, das noch heute existiert. Erst im Februar 2010 führten außergewöhnliche Regenfälle wieder zu großen Schäden mit zahlreichen Opfern.

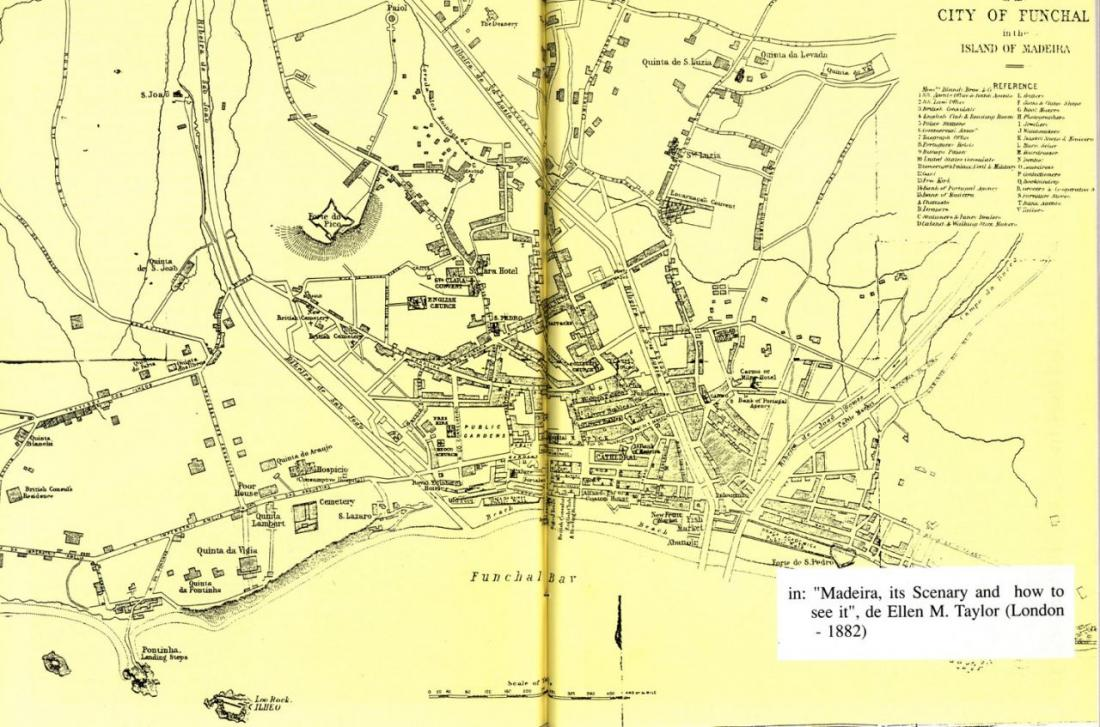
Stadtplan von Funchal aus dem Jahr 1882

Ab Mitte des 19. Jahrhunderts entwickelte sich ein Tourismus der Vermögenden, insbesondere des europäischen Adels, der den „ewigen Frühling“ genoss und sich im gesunden Klima zu kurieren suchte. 1891 eröffnete der aus Schottland stammende William Reid das Luxushotel Reid’s Palace, das zu den Führenden Hotels der Welt gehört. Ab 1950 wurde Madeira mit dem Bau von Mittelklassehotels in der Hotelzone westlich von Funchal ein erschwinglicheres Ferienziel.
Bis 1976 war Funchal Hauptort des Distrikts Funchal.
Zu den namhaften Besuchern der Region gehörten Elisabeth, Kaiserin von Österreich-Ungarn, 1837–1898 (die zur Erholung und Gesundheit auf die Insel reiste), Karl I. von Österreich (der ins Exil ging), Kaiser von Österreich und König von Ungarn, 1867–1918, der polnische Feldmarschall und Diktator Józef Piłsudski, der sich hier erholte, Winston Churchill (der hier Urlaub machte und während seiner Besuche einige Gemälde gemalt haben soll) und der kubanische Politiker Fulgencio Batista (der auf dem Weg in sein spanisches Exil einen Zwischenstopp einlegte). Die Anwesenheit dieser Besucher kennzeichnete eine Zeit, in der Funchal zu einem Zentrum des Tourismus und der Kur wurde. Mit der offiziellen Einrichtung des Hafens von Funchal und später des Flughafens von Santa Catarina entwickelte sich Funchal zu einem Touristenziel, das durch eine Reihe von Hotels und Residenzen direkt am Meer unterstützt wird.

## Klima, Geographie
|                       | Jan   | Feb  | Mär  | Apr  | Mai  | Jun  | Jul  | Aug  | Sep  | Okt  | Nov   | Dez  |   |       |
| Mittl. Tagesmax. (°C) | 19,1  | 19,1 | 19,5 | 19,6 | 20,9 | 22,3 | 24,3 | 25,6 | 25,7 | 24,2 | 22    | 20   | ⌀ | 21,9  |
| Mittl. Tagesmin. (°C) | 13,1  | 12,8 | 13   | 13,4 | 14,6 | 16,5 | 18   | 18,9 | 18,9 | 17,6 | 15,6  | 13,9 | ⌀ | 15,5  |
|                       |       |      |      |      |      |      |      |      |      |      |       |      |   |       |
| Niederschlag (mm)     | 102,7 | 87,2 | 63,6 | 38,9 | 18,9 | 11,9 | 2,5  | 3,1  | 36,7 | 75   | 100,8 | 99,9 | Σ | 641,2 |

| 13,1 |

| 12,8 |

| 13 |

| 13,4 |

| 14,6 |

| 16,5 |

| 18 |

| 18,9 |

| 18,9 |

| 17,6 |

| 15,6 |

| 13,9 |

| 13,1 |

| 12,8 |

| 13 |

| 13,4 |

| 14,6 |

| 16,5 |

| 18 |

| 18,9 |

| 18,9 |

| 17,6 |

| 15,6 |

| 13,9 |

Funchal liegt in einem natürlichen Tal in Form eines Amphitheaters mit sanften Hängen, die an der Küste beginnen und bis auf 1200 Meter ansteigen und einen natürlichen Schutz für die frühen Siedler bieten.
Neben dem städtischen Gebiet umfasst die Gemeinde auch die Ilhas Selvagens (Deutsch: Wilde Inseln), ein Naturschutzgebiet 294 km südlich der Hauptstadt.
Der urbanisierte Kern der Stadt Funchal umfasst mehrere der umliegenden Gemeinden (Câmara de Lobos, Santa Cruz, Machico und Ribeira Brava) und ist mit 150.000 Einwohnern die größte portugiesische Stadt außerhalb des portugiesischen Festlands. Die Gemeinde selbst ist ein Zusammenschluss mehrerer kleinerer Verwaltungseinheiten, zu denen Funchal, Câmara de Lobos, Caniço und Santa Cruz gehören und die an der Südküste Madeiras liegen.

### Lokale Gemeinden
Die Gemeinde (portugiesisch concelho) und die Stadt (portugiesisch cidade) sind eine Verwaltungseinheit, die von einem Exekutiv- und Legislativausschuss im Rathaus verwaltet wird. Die lokalen Gemeinden werden auf der Ebene der Zivilgemeinden durch ihre eigenen gesetzgebenden Organe und Exekutivorgane verwaltet. Funchal umfasst zehn Zivilgemeinden (portugiesisch freguesias), die auf traditionellen religiösen Bezirken (portugiesisch paróquias) basieren:
- Imaculado Coração de Maria – ein nördlicher Vorort, eine der flächenmäßig kleineren Gemeinden mit der höchsten Einwohnerzahl (6951 Einwohner im Jahr 2001);
- Monte – ursprünglich ein Sommerrefugium für die Wohlhabenden, aufgrund des milden Klimas, ist Monte das Symbol für die Schlittenfahrer, die die Touristen ins Stadtzentrum hinunterfahren; heute ist es eines der bevölkerungsreichsten Gebiete von Funchal mit über 7500 Einwohnern;
- Santa Luzia – einer der vier städtischen Vororte von Funchal, der sich aus der Ausbreitung der Stadt ins Hinterland entwickelt hat; heute leben in diesen Ausläufern mehr als 6600 Einwohner;
- Santa Maria Maior – benannt nach den ersten bischöflichen Abteilungen auf der Insel, war sie zusammen mit Sé die erste Glaubensgemeinschaft, die sich entwickelte und sich entlang der Küste in der Kirche Nossa Senhora do Calhau konzentrierte;
- Santo António – die bevölkerungsreichste Zivilgemeinde der Gemeinde, die sich aus der Konzentration von kleinen Handwerksbetrieben entwickelte, die bis zum 16. Jahrhundert entstanden; heute zählt die Gemeinde etwa 22.000 Einwohner;
- São Gonçalo – benannt nach dem Entdecker Gonçalo Aires Ferreira, der im Dienste von João Gonçalos Zarco stand. Die Ländereien der Gemeinde waren einst die persönlichen Besitztümer dieses Siedlers, der später von den Einwohnern aufgrund seiner Frömmigkeit diesen Namen annahm;
- São Martinho – der erste Siedler, Afonso Anes, war verantwortlich für die ersten handwerklichen und kommerziellen Bauten in der Gegend, die hauptsächlich landwirtschaftlich geprägt war; heute zählt das stark urbanisierte Gebiet 20.000 Einwohner und umfasst die Hotelzone von Funchal, die als Lido bekannt ist (benannt nach dem Lido-Badekomplex);
- São Pedro – im Zentrum des Geschäfts- und Wohnviertels von Funchal gelegen, ist São Pedro mit seinen 7681 Einwohnern eine Schlafstadt von Sé;
- São Roque – wurde unter der Autorität von Kardinal Infante Henriques aus Sé ausgegliedert. Der Prälat von Funchal errichtete diese Gemeinde aus Teilen von São Pedro und São Martinho;
- Sé – das historische Zentrum von Funchal und am weitesten entwickelt, einschließlich vieler älterer Gebäude; seine Einwohnerzahl beträgt weniger als 2148 (2001).

### Kreis Funchal

Gemeinden im Kreis Funchal

Funchal ist Hauptstadt der Região Autónoma da Madeira sowie Sitz des Kreises Funchal. Die folgenden Gemeinden gehören sowohl zur Stadt als auch zum Kreis Funchal:

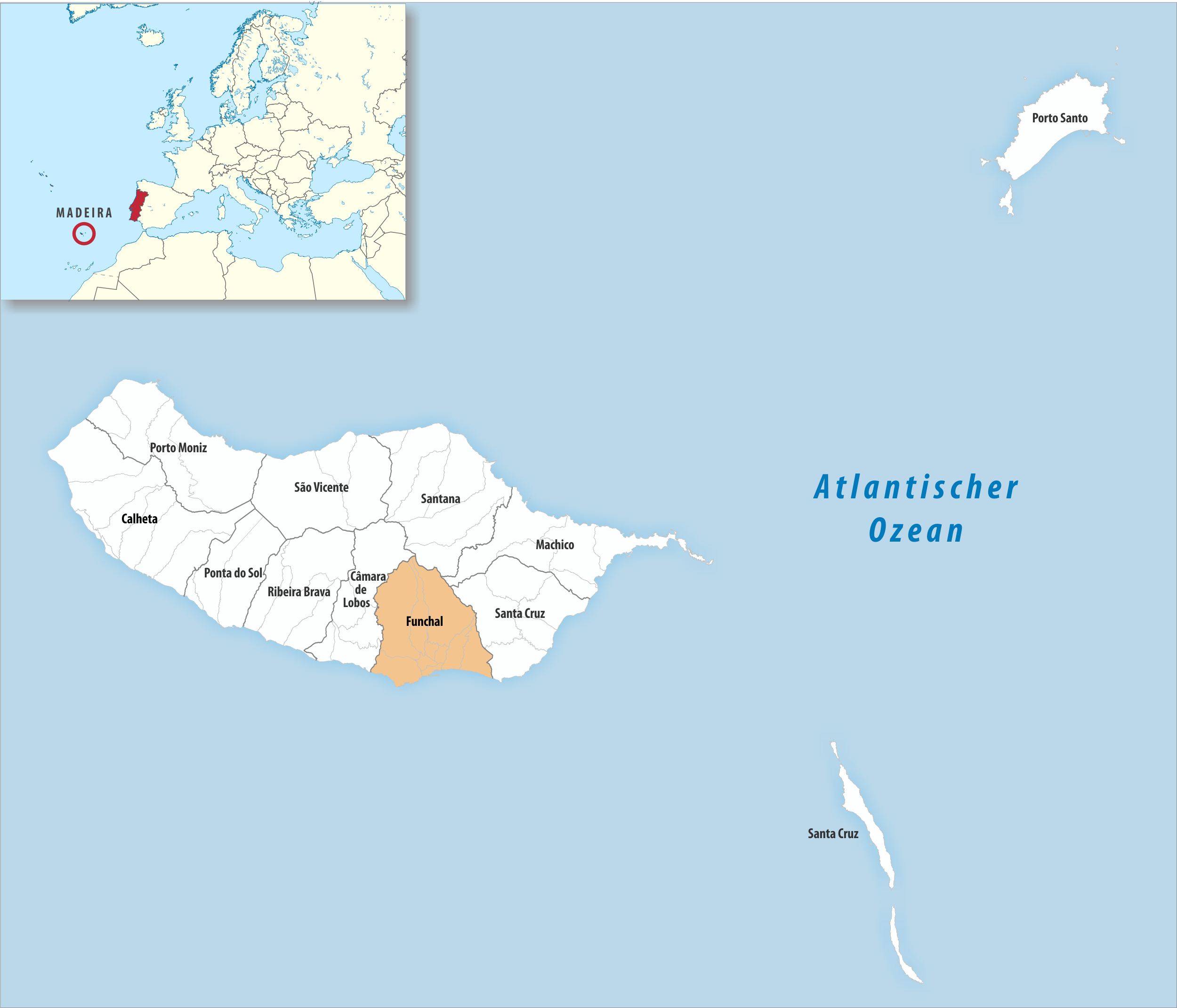
Kreis Funchal

| Gemeinde                   | Einwohner (2021) | Fläche km² | Dichte Einw./km² | LAU- Code |
| -------------------------- | ---------------- | ---------- | ---------------- | --------- |
| Imaculado Coração de Maria | 5.627            | 1,36       | 4.143            | 310301    |
| Monte                      | 5.794            | 18,59      | 312              | 310302    |
| Santa Luzia                | 5.490            | 1,34       | 4.101            | 310303    |
| Santa Maria Maior          | 11.768           | 4,86       | 2.419            | 310304    |
| Santo António              | 25.940           | 22,16      | 1.170            | 310305    |
| São Gonçalo                | 5.806            | 7,06       | 823              | 310306    |
| São Martinho               | 26.929           | 7,95       | 3.386            | 310307    |
| São Pedro                  | 7.204            | 1,49       | 4.836            | 310308    |
| São Roque                  | 8.349            | 7,50       | 1.113            | 310309    |
| Sé                         | 2.875            | 3,82       | 752              | 310310    |
| Kreis Funchal              | 105.782          | 76,13      | 1.389            | 3103      |

Nachbarkreise:
|                         | Norden: Santana   | Nordosten: Machico |
| Westen: Câmara de Lobos | Funchal           | Osten: Santa Cruz  |
|                         | (Süden: Atlantik) |                    |

## Wirtschaft und Infrastruktur

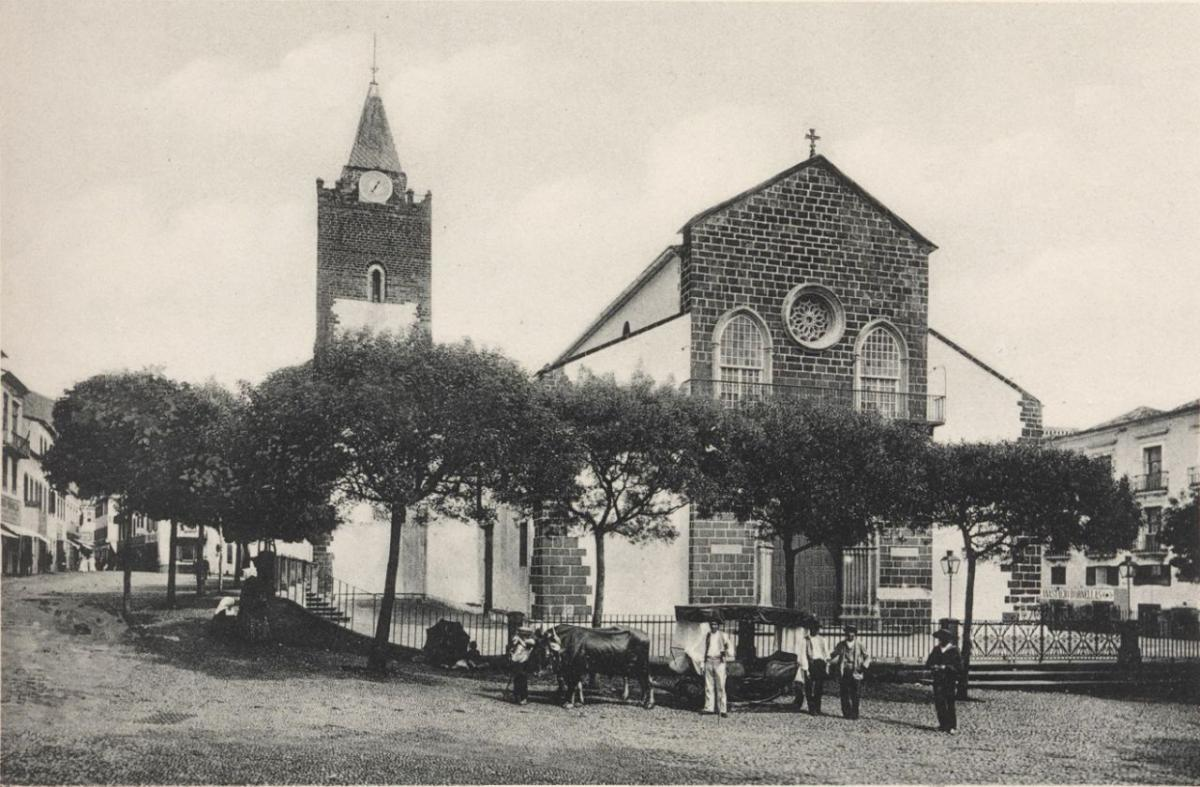
Ein traditionelles Transportmittel stellten von Ochsen gezogene Holzkarren auf Kufen dar, wie hier um 1900 vor der Kathedrale fotografiert

Der wichtigste Wirtschaftszweig der Stadt ist der Tourismus. Zwar wurde Funchal bereits etwa seit den zwanziger Jahren von Fahrgastschiffen angelaufen, diese mussten damals noch auf Reede vor Anker gehen. Der eigentliche Kreuzfahrttourismus entwickelte sich aber erst nach 1950. In zunehmendem Maße wird der Hafen heute regelmäßig und fast täglich von Kreuzfahrtschiffen der verschiedensten Nationen angelaufen.
Funchal ist der wichtigste Verkehrsknoten der Insel und mit dem 1964 eröffneten Flughafen Madeira ans internationale Luftverkehrsnetz angeschlossen. Die Verbindung zur Nachbarinsel Porto Santo erfolgt per Schiff und Flugzeug.
Die Stadt verfügt über ein dichtes Busnetz, das allerdings von mehreren Gesellschaften getragen wird, was die Benutzung mitunter erschwert.

## Kultur

### Bildung
1988 wurde die Universität Madeira gegründet, die einzige Universität der Insel; ihr erster Präsident war Raul Manuel Albuquerque Sardinha. Bis dahin bestanden als Stätten höherer Bildung und Ausbildung das Instituto Universitário da Madeira, das Instituto Superior de Artes Plásticas da Madeira sowie das Conservatório de Música da Madeira. Bis 1982 entstanden die Escola Superior de Educação da Madeira. In Funchal war auch die Lissaboner Universität vertreten, ebenso wie die Universidade Católica Portuguesa. Weitere Ansätze zur Entwicklung einer Hochschule entstanden bis 1986, nämlich die Escola de Enfermagem pós-básica da Madeira, aus der die Escola Superior de Enfermagem da Madeira hervorging. Dort durften ab 1986/87 Bachelor-Abschlüsse vergeben werden.

### Religion

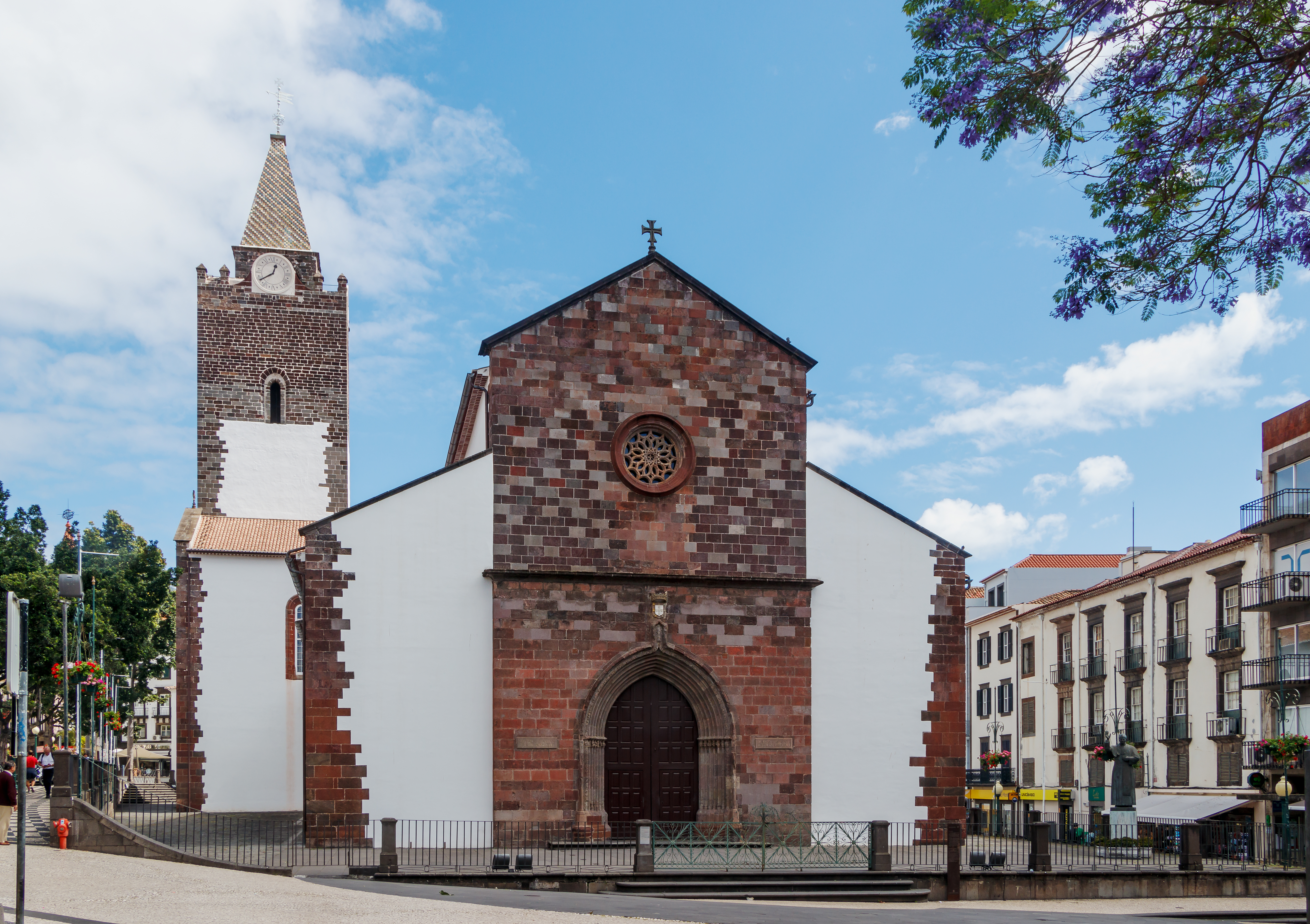
Kathedrale Sé

Der Bischofssitz des römisch-katholischen Bischofs von Funchal umfasst die gesamte Autonome Region Madeira und ist ein Suffragansitz unter der Erzdiözese von Lissabon. Ihr Mittelpunkt ist die Kathedrale von Funchal, die sich in der Zivilgemeinde Sé befindet und Nossa Senhora da Assunção (Deutsch: Unserer Lieben Frau von der Himmelfahrt) geweiht ist, während ihr Schutzpatron der Heilige Jakobus ist.
Anglikanische Gottesdienste werden seit 1822 in der Holy Trinity Church in Funchal (Rua do Quebra Costas) abgehalten, obwohl der erste aufgezeichnete protestantische Gottesdienst im Jahr 1774 stattfand. Die Holy Trinity Church kümmert sich auch um den britischen Friedhof von Funchal.
Die Baptistenkirche von Funchal wurde 1976 auf Madeira gegründet. Sie befindet sich in der Rua Silvestre Quintino de Freitas und bietet morgens englische und abends portugiesische Gottesdienste an.
Die Synagoge von Funchal wurde 1836 erbaut, ist aber heute nicht mehr in Betrieb. Das Gleiche gilt für den Jüdischen Friedhof.

### Museen
Funchal bietet eine erstaunliche Museumsdichte. 2023 bestanden allein 18 Häuser. Hervorzuheben sind das 1992 eröffnete Museu de Arte Contemporânea da Madeira (Museum für Gegenwartskunst), ebenso wie das Museo Frederico de Freitas (hervorgegangen aus einer Privatsammlung Frederico Freitas' (1902–1980), des Grafen von Calçada, in dessen Wohnhaus das Museum entstand, mit allem, was der Sammler über Madeira erstehen konnte, aber auch mit chinesischen Kunstwerken). Hinzu kommt das Madeira Optics Museum, das Museu Photographia Vicentes (Fotografie, auch: Madeira Photography Museum – Atelier Vicente's) und das Museu de Arte Sacra (religiöse Kunstwerke, gegründet 1955).
Auf diesem Sektor ist der Núcleo Museológico Mary Jane Wilson von Bedeutung (er erinnert an die in Indien geborene Britin Mary Jane Wilson, die als Gründerin der Congregação das Irmãs Franciscanas de Nossa Senhora das Vitórias, einer franziskanischen Ordenskongregation, die 1884 in Funchal gegründet wurde, erinnert). Als Museum der Ölgemälde, Zeichnungen, Gravuren, kleinen Fresken und Skulpturen der namensgebenden Brüder darf das Museum Henrique and Francisco Franco gelten.
An eher naturwissenschaftlich-technischen und wirtschaftsgeschichtlichen Museen heben sich das Museu de Historia Natural do Funchal heraus, ein Museum zur Naturgeschichte, das von Günther Maul und José Ferreira 1953 eingerichtet, auf den ersten Blick eher den Charakter eines Kuriositätenkabinetts besitzt, allerdings bei den zahlreichen ausgestopften Tieren – Fische, Robben, Vögel, Schildkröten, Tümmler, Meeresspinnen usw. – durchaus Vollständigkeit anstrebte. Zu nennen ist hier auch das Museum A Cidade do Açucar (Zuckermuseum) und das Museu de Electricidade – Casa da Luz (Museum der Elektritizität – Haus des Lichts). Schließlich bietet das I.V.B.A.M (Instituto do Vinho, do Bordado e do Artesanato da Madeira) Einblicke in die Fertigung von Wein, Stickereien, Wandteppichen und Kunsthandwerk der Insel.

### Kirchen
- Kathedrale Sé
- Kirche Nossa Senhora do Monte
- Jesuitenschule und Kirche Igreja do Colégio

### Märkte

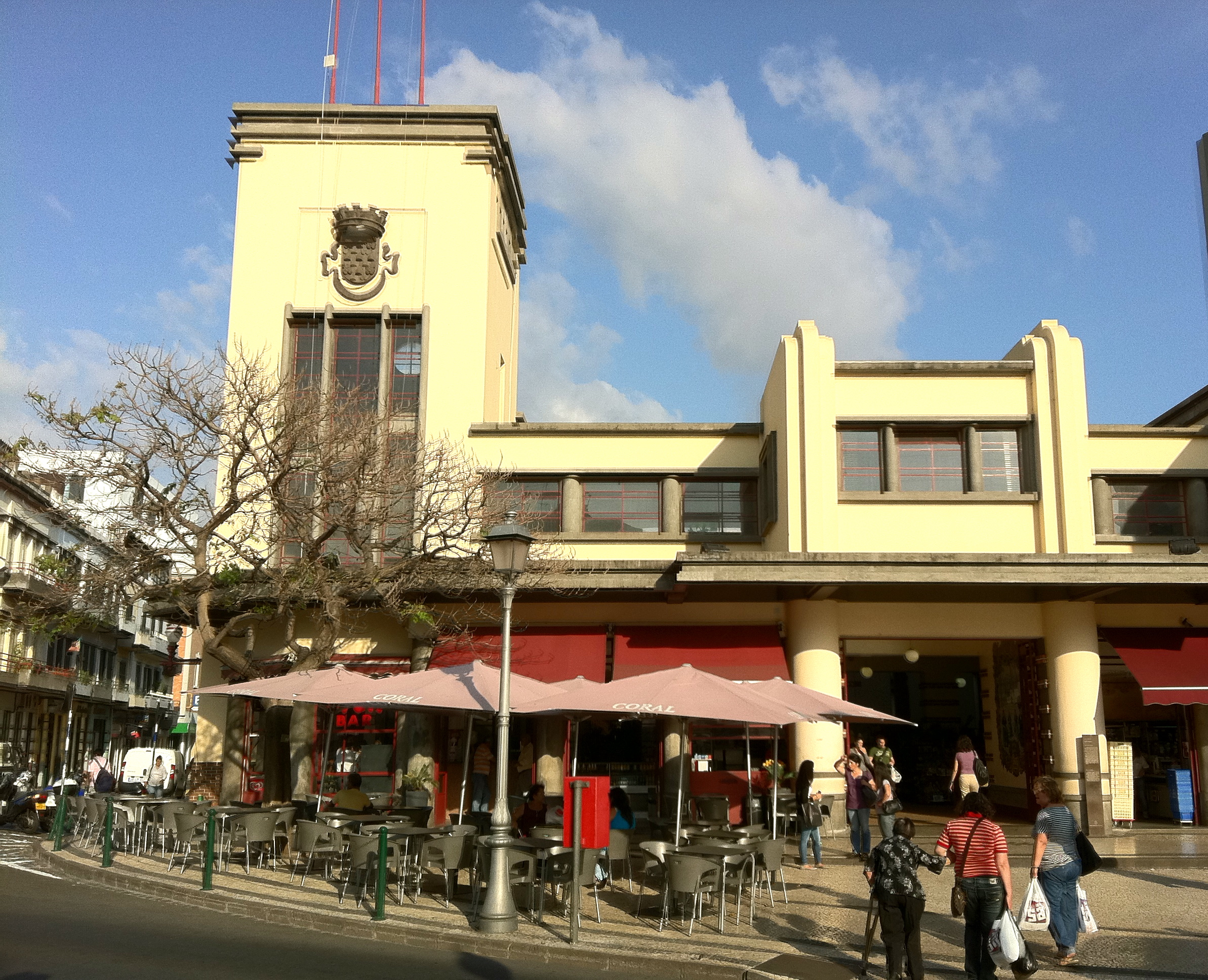
Markthalle Mercado dos Lavradores

- Mercado dos Lavradores, die 1940 errichtete Markthalle mit Fischmarkt

### Hafenanlagen, Festungsbauten, technische Baudenkmäler
- Fortaleza de São Tiago
- Hafenanlagen mit der Mikronation Fürstentum Pontinha
- Das Zollhaus aus den 1940er Jahren mit einer von Wera Muchinas Monumentalstatue Arbeiter und Kolchosbäuerin beeinflussten Figurengruppe
- Luftseilbahn Funchal–Monte
- Luftseilbahn Monte–Botanischer Garten

### Gärten und sonstiges
- Botanischer Garten

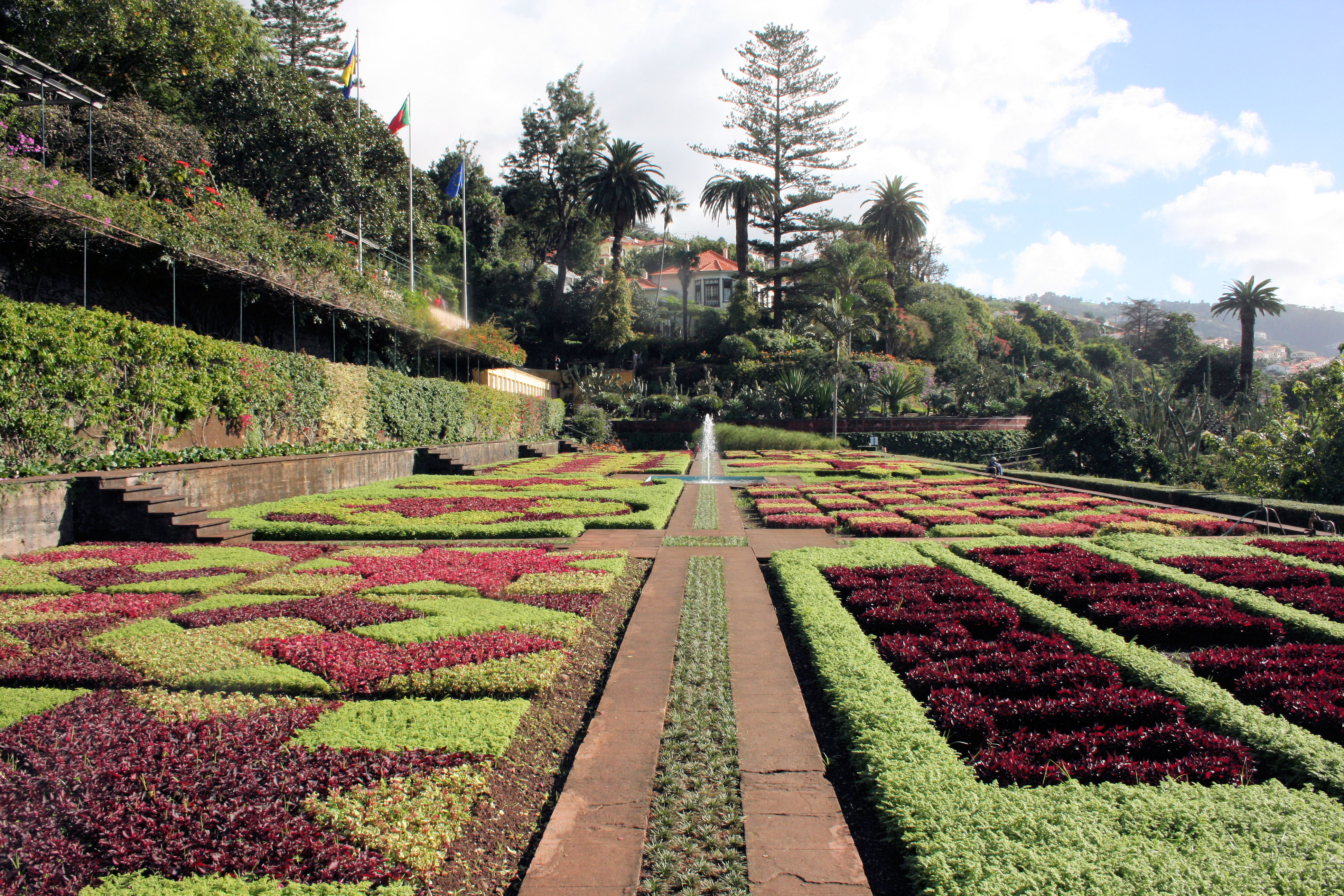
Botanischer Garten

- Casino des Architekten Oscar Niemeyer
- Tropischer Garten Monte Palace
- britischer Friedhof, der „Cemitério Britânico“; dort ist das Grab des deutschen Pathologen Paul Langerhans (1847–1888) zu besichtigen, der die letzten 13 Jahre seines  Lebens auf Madeira lebte, ein „Handbuch für Madeira“ verfasste und in Funchal starb.[10]
- Jardim do Campo da Barca (kleiner Park mit einem Kanarischen Drachenbaum und einem Kapokbaum)

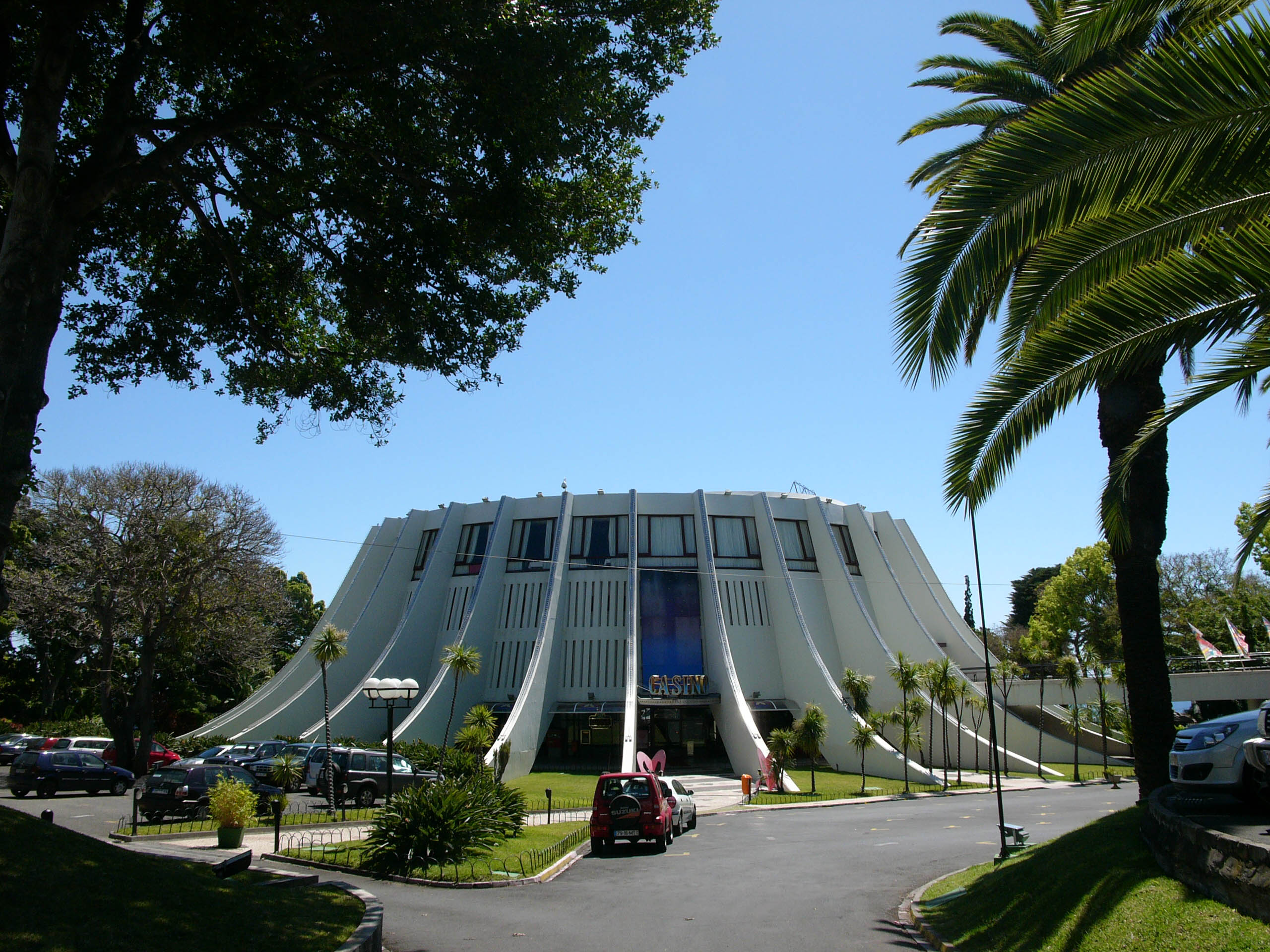
Casino

### Sport
Funchal ist die Heimat der drei überregional bekannten Fußballvereine Marítimo Funchal (portugiesischer Meister 1926), Nacional Funchal und União Madeira. Der bekannteste Sportler ist der mehrmalige Weltfußballer Cristiano Ronaldo, der in seiner Jugend bei Nacional Funchal spielte.

### Streetart (Graffiti)
Seit 2011 besteht das Projekt Projecto artE pORtas abErtas. In der Rua de Santa Maria, einer schmalen Gasse, zugleich der ältesten Straße der Stadt, kann man ein Streetart-Kunstprojekt besichtigen. Die Idee zum Projekt Kunst der offenen Türen hatte José Maria Montero Zyberchema. Er kümmerte sich um die vernachlässigten Hauseingänge. Das Projekt Kunst der offenen Türen wird von der Stadtverwaltung unterstützt, die den Künstlern Farben und Material für ihre Malereien und Installationen spendet. Die Rua ist ein Open-Air-Kunstmuseum mit Restaurants und Cafés.

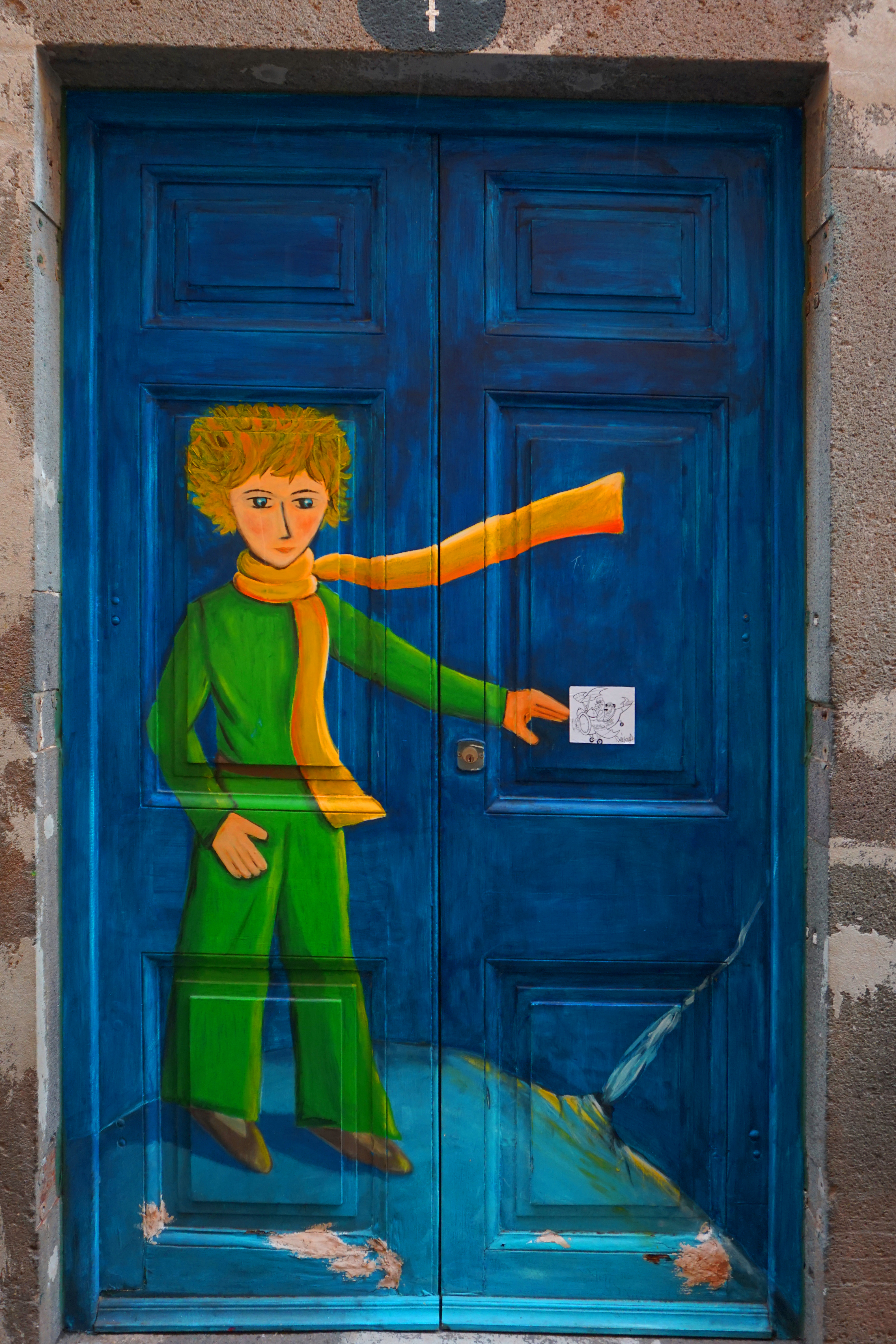
Der "kleine Prinz" in der Rua de Santa Maria (2019)
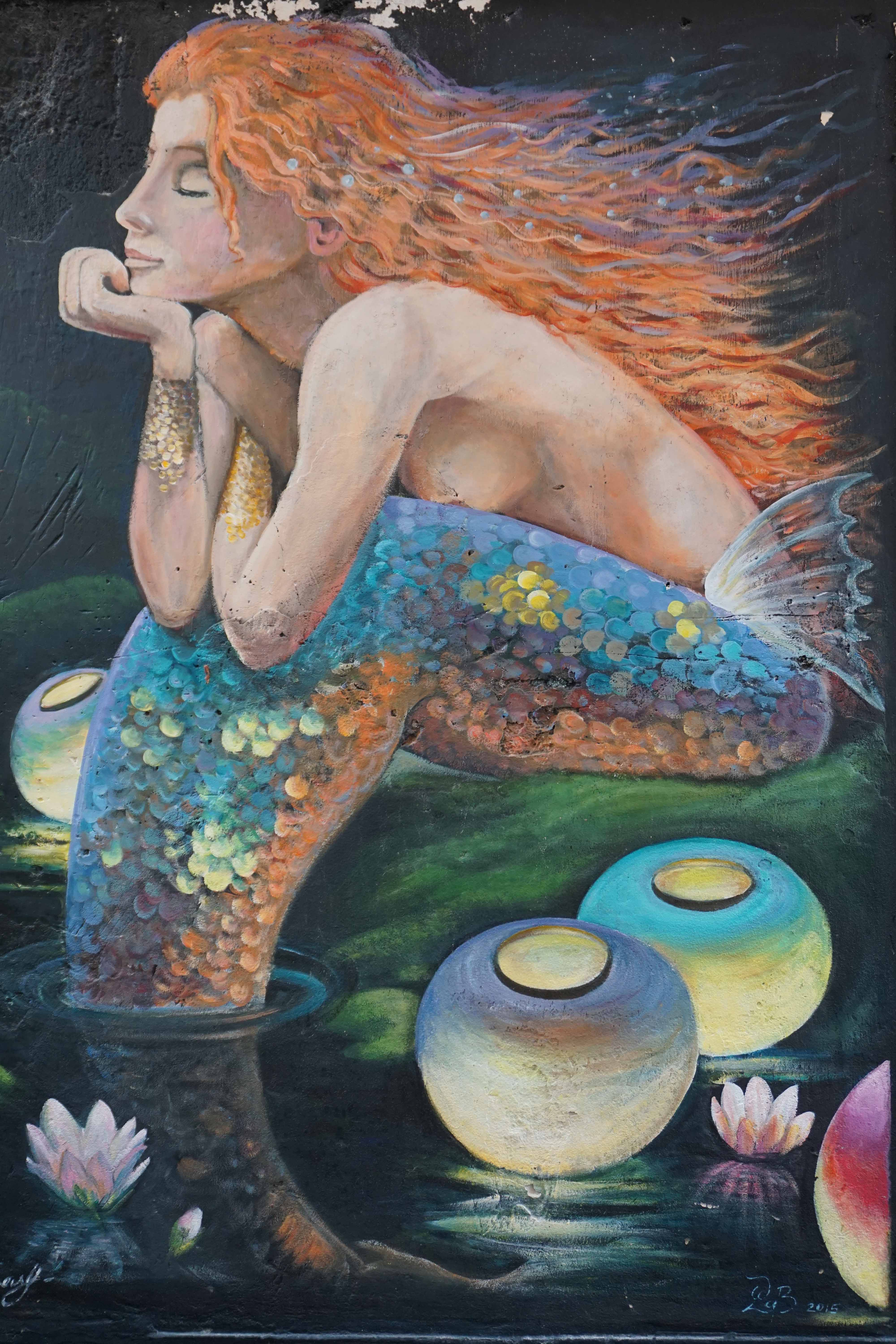
Streetart Nixe in der Rua de Santa Maria (2019)
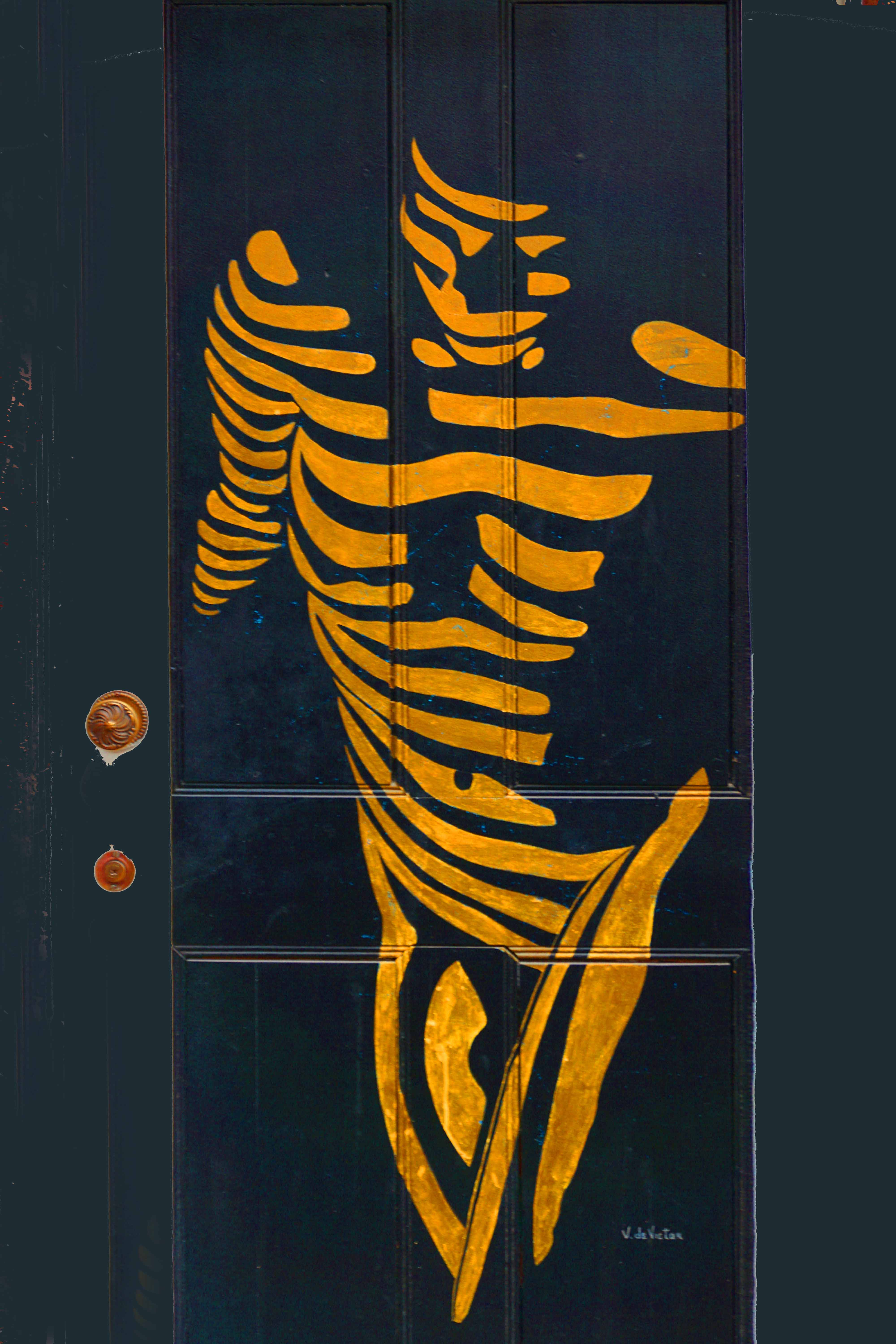
Streetart Tür in der Rua de Santa Maria (2019)
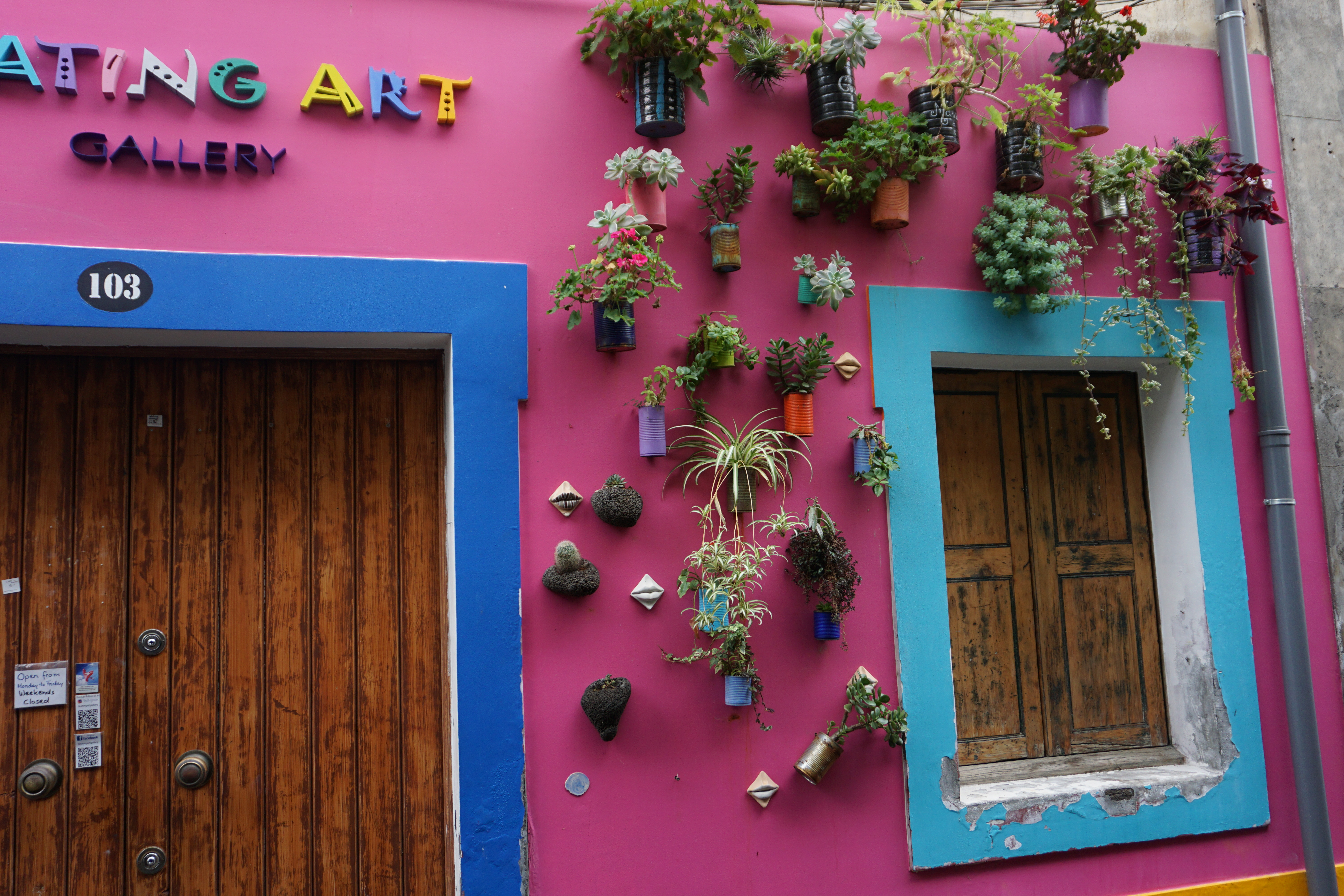
Streetart Hauswand in der Rua de Santa Maria (2019)
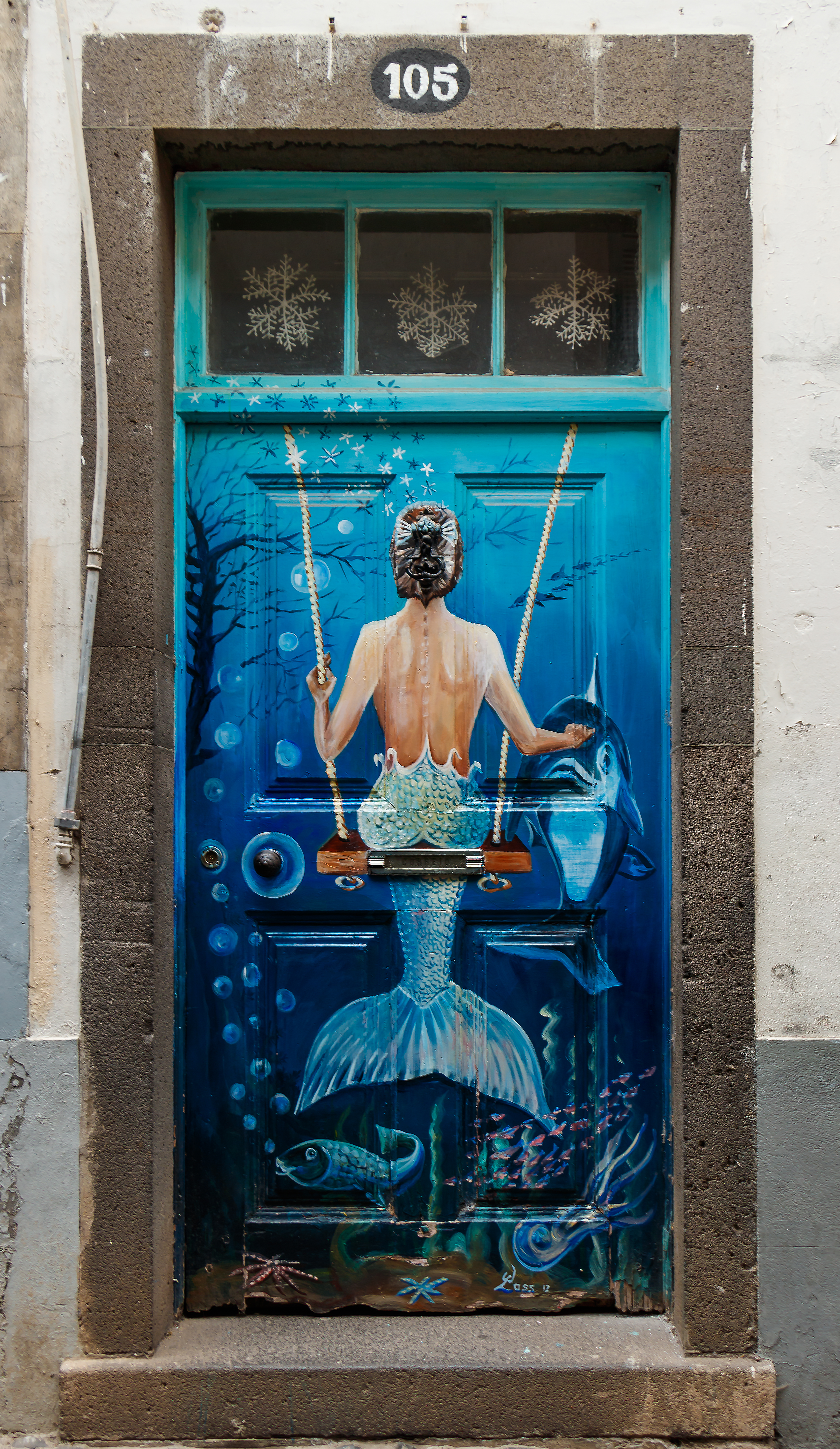
Nixe Tür Nr.: 105
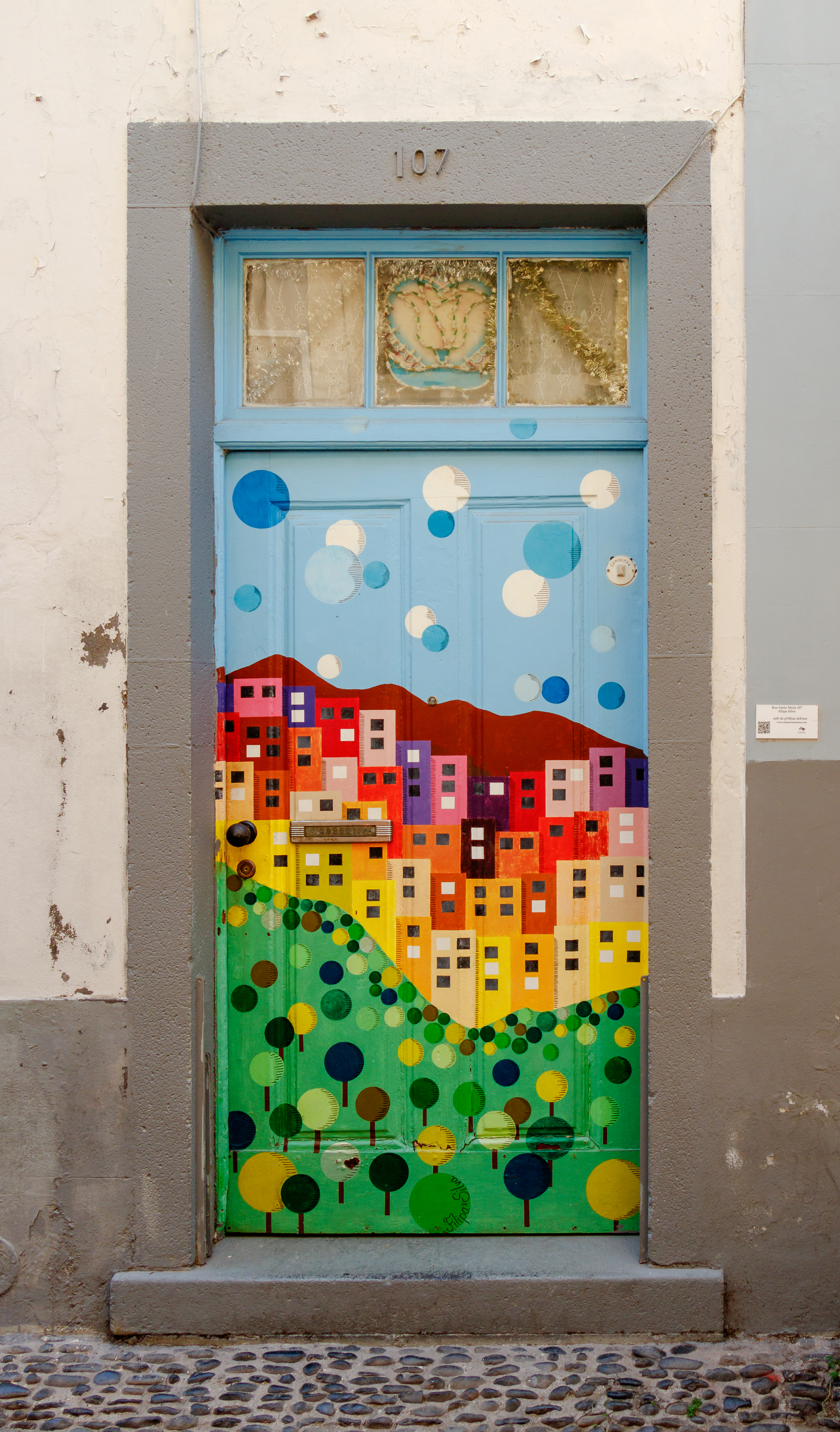
Tür Nr.: 107
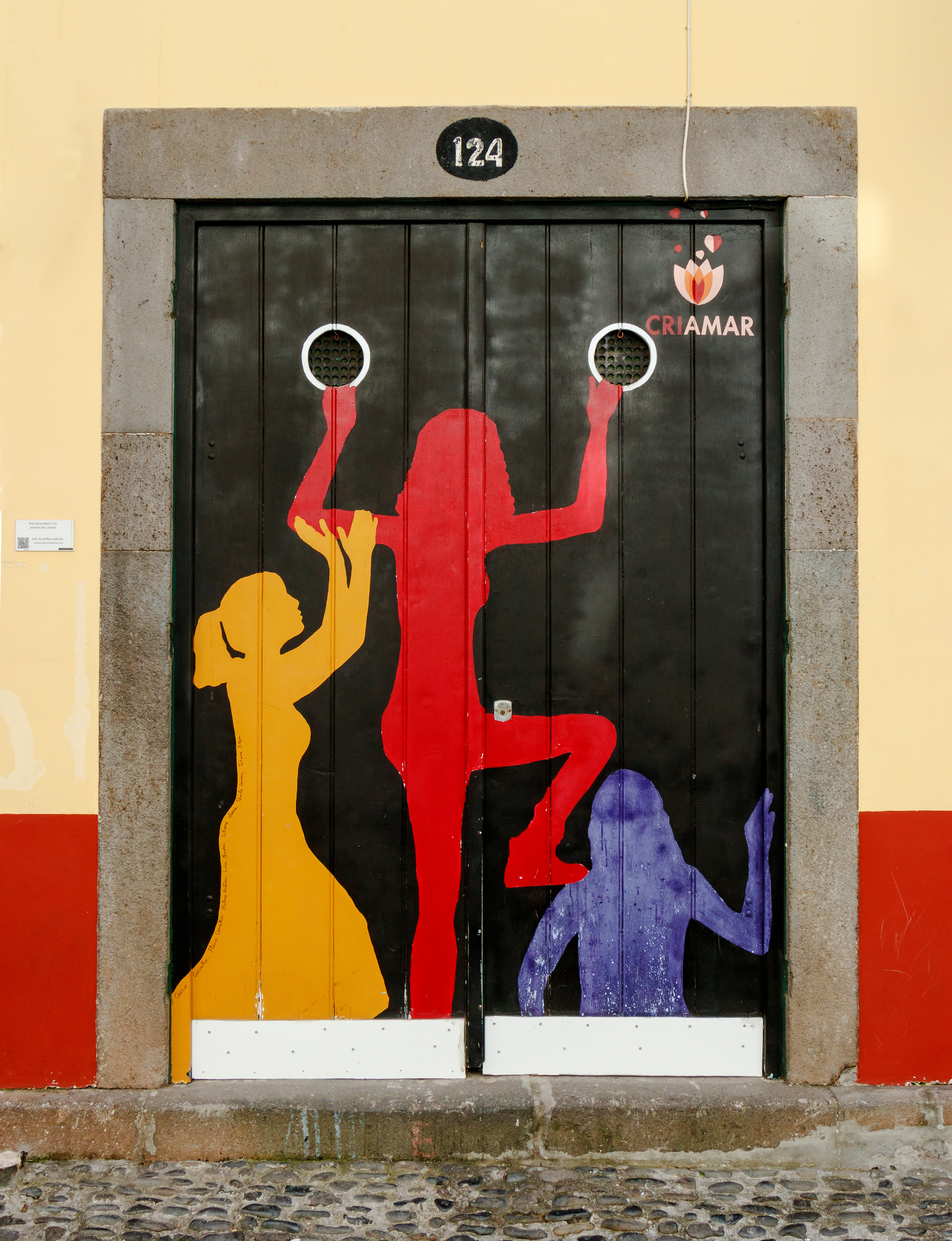
Tür Nr.: 124
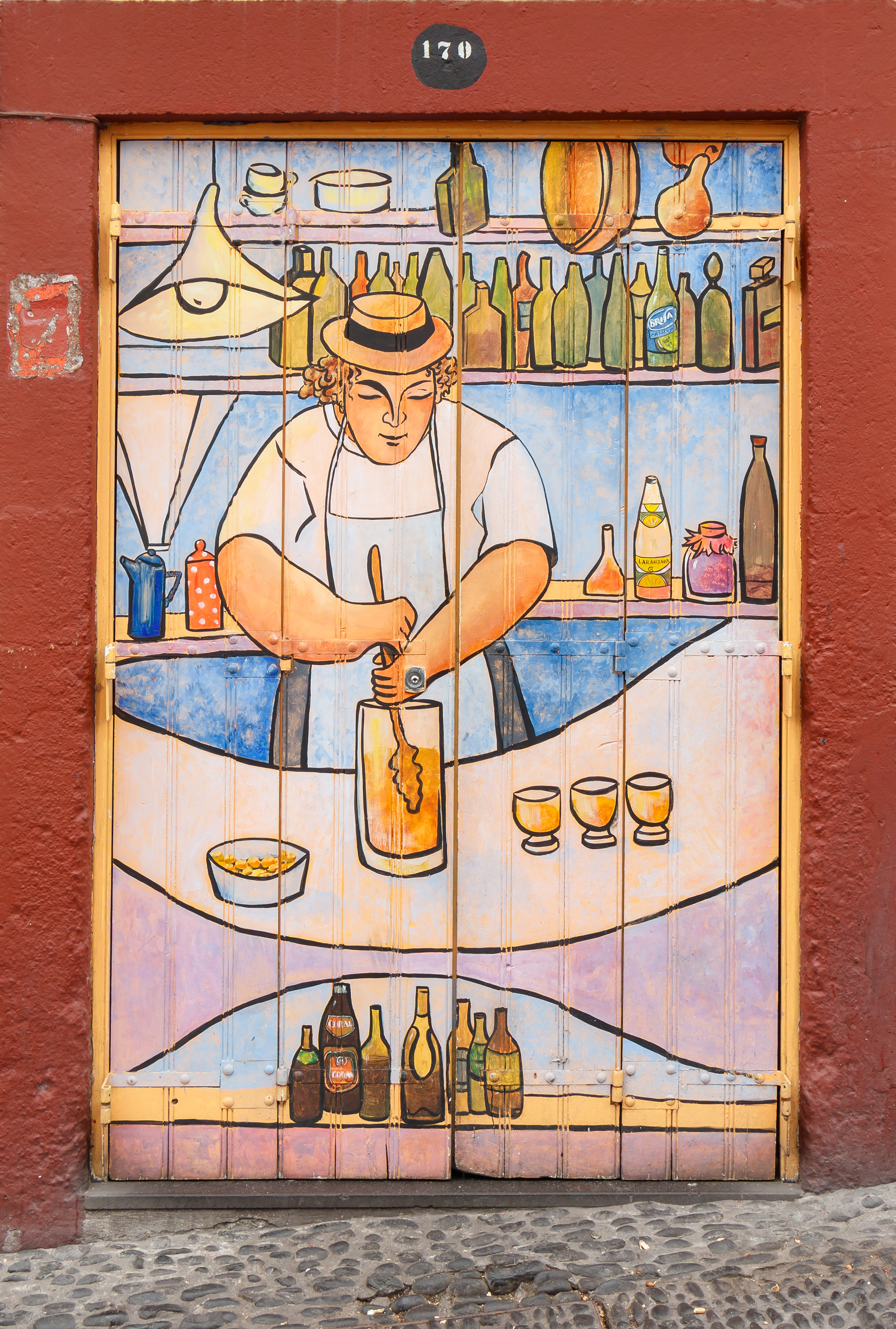
Tür Nr.: 171
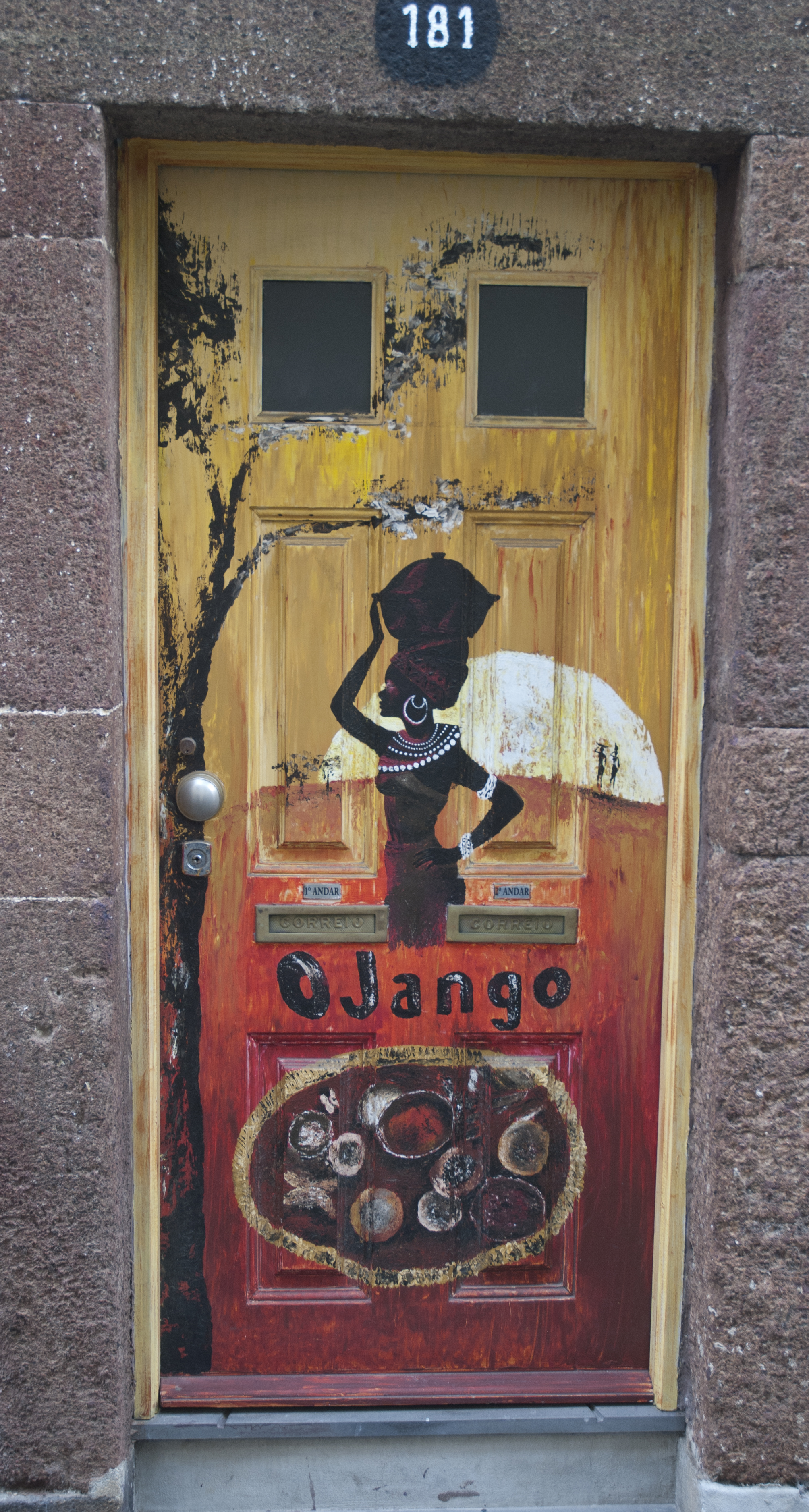
Jango Tür.: 181
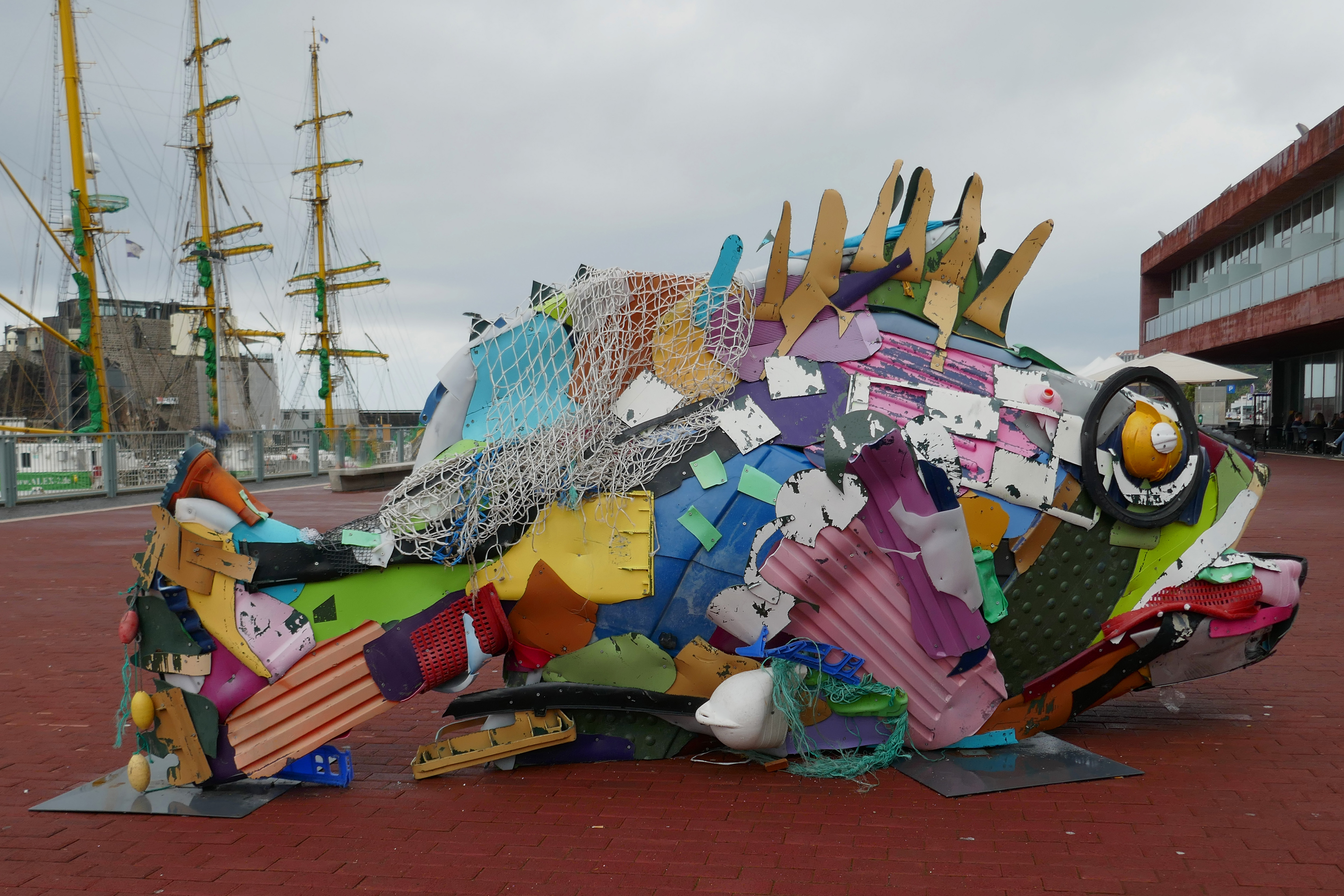
Streetart Fisch von Artur Bordalo im Hafen von Funchal.

## Städtepartnerschaften
Funchal hat folgende 16 Städtepartnerschaften geschlossen:
- Oakland, Kalifornien, USA (1970)
- Honolulu, Hawaii, USA (1979)
- Livingstone, Sambia (1980)
- New Bedford, Massachusetts, USA (1984)
- Maui, Hawaii, USA (1985)
- Kapstadt, Südafrika (1987)
- Santos, Brasilien (1988)
- Herzlia, Israel (1991)
- Marrickville, Australien (1994)
- Fremantle, Australien (1996)
- Leichlingen, Deutschland (1996)
- Praia, Kap Verde (2003)
- Saint Helier, Jersey (2008)
- Ílhavo, Portugal (2008)
- Gibraltar, Britisches Überseegebiet (2009)
- Angra do Heroísmo, Portugal (2016)

## Persönlichkeiten der Stadt
In Funchal ist eine Vielzahl bedeutender Persönlichkeiten geboren. Bekanntester Sohn der Stadt dürfte der Fußballspieler Cristiano Ronaldo sein. Doch auch der Zoologe Barbosa du Bocage, Schauspieler Virgílio Teixeira, Senator Charles W. Cathcart, Opernsänger Lomelino Silva, der Architekt Paulo David, der Filmschaffende António da Cunha Telles, die Modedesignerin Fátima Lopes oder der Tischtennis-Europameister Marcos Freitas wurden bekannt.